# Diane Meur
Diane Meur, född den 7 januari 1970, är en franskspråkig belgisk författare och översättare.

## Biografi
Meur har en examen från École normale supérieure, en masterexamen i jämförande litteratur från Université Paris-Sorbonne samt en examen i litteraturens sociologi och historia från École des hautes études en sciences sociales.
Hon har bland annat översatt verk av Erich Auerbach från tyska till franska.
År 2011 gav hon ut Les villes de la plaine (Städerna på slätten) som är en äventyrsroman om tolkning. I en alternativ biblisk civilisation har skrivaren Asral det hedersamma uppdraget att kopiera lagstiftarens Anouhers heliga text, men tvingas inse att varje kopia är en tolkning, och att trohet mot lagstiftaren kan innebära att ändra hans ord för att bevara hans tanke. Romanen blir både ett världsbygge och en subtil kritik av hur vi konstruerar våra världar.
År 2015 gav hon ut La carte des Mendelssohn (på svenska 2020: Mendelssohnkartan) som beskrivs som "en hyperintelligent totalroman", där romanen blir berättelsen om hur författaren "Diane Meur" blir bergtagen av sitt eget ämne, oförmögen att dra en rimlig gräns mellan liv och arbete. Hon flirtar med konspirationsromanen om hemliga sällskap med planer på världsherravälde, men tanken är att man strängt taget kan ta vilken familj som helst, bara man granskar den tillräckligt noga, följer den i alla dess förgreningar – och till sist får man inget mindre än ett grupporträtt av mänskligheten, där alla är släkt.